# Liopleurodon
Genre
Espèces de rang inférieur
- † L. ferox Sauvage, 1873
- † L. pachydeirus ? (Seeley, 1869)

Synonymes
Liopleurodon (littéralement « dents à face lisse ») est un genre fossile de pliosaures ayant vécu de l'étage Callovien du Jurassique moyen à l'étage Kimméridgien du Jurassique supérieur, il y a entre 166 à 155 millions d'années. L'espèce type est Liopleurodon ferox, qui est probablement l'unique espèce valide. Quelques études retiennent aussi l'espèce Liopleurodon pachydeirus, mais ce dernier est considéré comme un probable synonyme plus récent de la précédente espèce à cause de son manque de diagnoses viables. Les fossiles attribués à Liopleurodon, incluant même certains squelettes, sont principalement connus d'Europe, avec néanmoins une occurrence signalée au Mexique. Le spécimen holotype de L. ferox consistant en une dent unique préservant des traits distinctifs douteux, les études récentes recommandent donc l'identification nécessaire d'un néotype plus complet afin de préserver sa validité. Des espèces supplémentaires furent même proposées, mais celles-ci sont actuellement vues comme provenant d'autres genres de pliosauridés.
À l'image d'autres plésiosaures, Liopleurodon dispose de quatre palettes natatoires, d'une queue courte et, comme la plupart des pliosauridés, d'une tête allongée et d'un cou court. En 1999, sa taille est grandement exagérée dans la série documentaire de la BBC Sur la terre des dinosaures, où il est dépeint comme atteignant 25 m de long. Or, les différents spécimens attribués montrent que l'animal devait atteindre une taille allant de 4 à 8 m de long. Certains chercheurs estiment néanmoins une longueur maximale allant jusqu'à 10 m. Des études montrent que Liopleurodon aurait été un prédateur à l’affût, chassant des poissons, des céphalopodes et d'autres reptiles marins.

## Historique des recherches

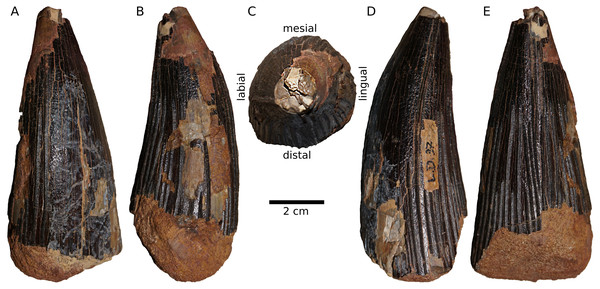
Vue sous plusieurs angles de la couronne dentaire holotype d’Ischyrodon meriani.

Avant même que Liopleurodon ne soit nommé, du matériel lui appartenant aurait probablement été décrits,. En 1838, Hermann von Meyer applique le nom d’Ischyrodon meriani à une grosse dent provenant des roches datant probablement du Callovien de la région de Fricktal, en Suisse,,. Cette dent manque les caractéristiques d'identification qui permettent la classification formelle à un quelconque taxon, bien que Lambert Beverly Tarlo note la possibilité qu'il appartienne à Liopleurodon en 1960. Une étude de 2022 menée par Daniel Madzia et ses collègues note que même si la dent proviendrait probablement d'un Liopleurodon ou d'un animal similaire, il y a trop peu d'informations disponibles pour en faire une affectation sûre, laissant donc Ischyrodon comme un nomen dubium. En 1841, von Meyer nomme l'espèce Thaumatosaurus oolithicus sur la base d'un spécimen fragmentaire composé de dents partielles, d'éléments crâniens, de vertèbres et de côtes provenant de gisements du Wurtemberg, en Allemagne, datant possiblement de l'Oxfordien,. Cependant, ce matériel est non diagnostique, c'est-à-dire dépourvu de caractéristiques distinctives,:31. En 1852, Johann Andreas Wagner publie une description d'une grande dent de plésiosaure provenant de Bavière, toujours en Allemagne, l'attribuant à une nouvelle espèce qu'il nomme Pliosaurus giganteus. Cependant, en 1824, William Conybeare avait déjà nommé une espèce de Plesiosaurus ayant exactement le même épithète spécifique, Plesiosaurus giganteus, le taxon étant depuis vu comme un synonyme de Pliosaurus brachydeirus ou de Pliosaurus brachyspondylus dans des recherches ultérieures,. Puisque le nom Pliosaurus giganteus fut déjà utilisé avant la publication de Wagner, le nom proposé par ce dernier est donc invalide en raison du principe de priorité. En 1860, Hermann Trautschold (en) attribue le nom Pliosaurus giganteus à une petite dent datant de l'Oxfordien découverte dans le bassin de Moscou (en), en Russie. Cette dent est maintenant admise comme provenant d'un Liopleurodon, mais le nom Pliosaurus giganteus ayant été déjà utilisé deux fois à ce stade, le nom proposé par Trautschold tombe également en désuétude,.

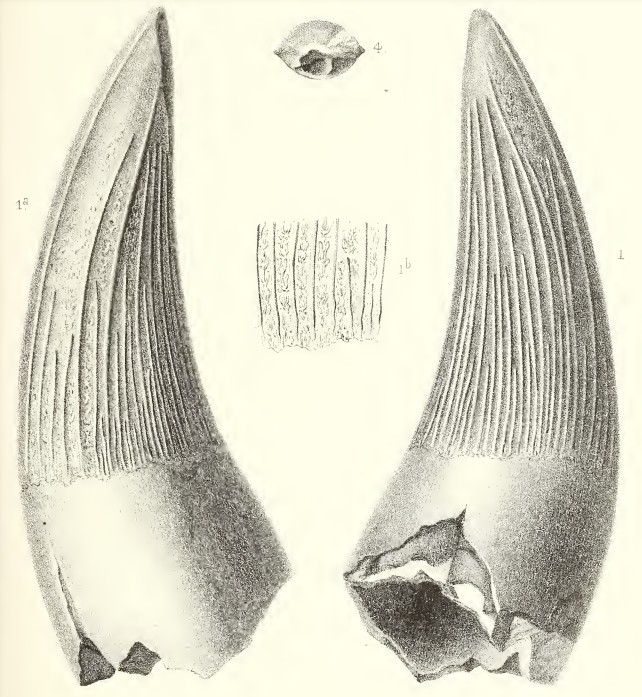
Croquis de BHN 3R 197, la dent holotype de L. ferox (Fig. 1).

Le genre Liopleurodon est érigé par Henri Émile Sauvage en 1873, en nommant trois espèces qu'il attribue à ce genre, chacune basée sur des dents uniques trouvées dans diverses villes de France. La dent holotype de Liopleurodon ferox, mesurant 7,5 cm de long, fut découverte dans Le Wast, près de Boulogne-sur-Mer, étant depuis cataloguée BHN 3R 197, et stockée dans le musée d'Histoire naturelle de Lille. Plus précisément, la dent consiste en une couronne provenant des couches sédimentaires datant du Callovien,:32, 133. Une autre dent provenant de Charly, depuis conservée à l'École des mines de Paris, incarne l'holotype de Liopleurodon grossouvrei. Cette dent mesure 7 cm de long, la couronne mesurant 5,5 cm. La troisième dent, découverte près de Caen, fut initialement attribuée à Poekilopleuron bucklandi par Eudes Deslongchamps. Alors que la dent pourrait provenir d'un mégalosaure, Sauvage considère cette identité comme non fondée et l'attribue à l'espèce Liopleurodon bucklandi. Sauvage n'attribue le genre à aucun groupe particulier de reptiles dans sa description. Le nom de genre Liopleurodon vient du grec ancien λεῖος / leîos, « lisse, poli », πλευρόν / pleurón, « côté, flanc » et ὀδών / odṓn, « dent », pour donner littéralement « dents à face lisse », en référence à la dentition très contrastée de l'animal. L'épithète spécifique vient du latin ferox, signifiant « féroce », en référence à la grande taille de la dent.
Cependant, en 1880, Sauvage met en synonymie Liopleurodon avec Polyptychodon, notant qu'il serait similaire à ce genre, mais distinct de Plesiosaurus et Pliosaurus. Après avoir étudié certaines dents attribuables à L. ferox dans la collection Leeds, Richard Lydekker conclut en 1888 qu'elles seraient si similaires à celles de Pliosaurus qu'elles devraient être placées dans ce genre. Ces dents avaient été recueillies par Alfred Leeds dans la formation d'Oxford Clay, près de Peterborough, en Angleterre. En 1869, Harry Govier Seeley applique le nom Pliosaurus pachydeirus à une série de vertèbres cervicales représentant les 17 premières du cou, découvertes près de Great Gransden, toujours dans la formation d'Oxford Clay. Outre sa grande taille:118, Seeley ne fournit aucune caractéristique distinctive. L’épithète spécifique pachydeirus signifie « cou robuste », en raison de sa morphologie vertébrale. Lydekker déclare en 1888 que ce cou appartiendrait probablement à Pliosaurus ferox,. En 1883, Walerian Kiprijanoff nomme l'espèce Thaumatosaurus mosquensis sur la base de restes comprenant des dents, des vertèbres et des os de membres provenant des roches datant de l'Oxfordien du bassin de Moscou. Six ans plus tard, en 1889, Lydekker considère ce taxon comme un probable synonyme junior de P. ferox:145,.
En 1905, John Frederick Blake décrit deux dents provenant de Rushden, en Angleterre, similaires à celles d'autres spécimens de L. ferox, bien que provenant de strates plus anciennes que celles de Peterborough. Il note que les dents sont assez différentes de celles de Pliosaurus, tandis que les os différents de ceux de Polyptychodon. Comme l'espèce ne peut être attribuée à aucun des deux genres, il recommande de rétablir le taxon Liopleurodon. Après avoir considéré Liopleurodon comme un sous-genre de Pliosaurus, Nikolaï Bogolubov répertorie les deux genres comme distincts en 1912,.
Lorsque Lydekker visite pour la première fois la collection d'Alfred Leeds, les seuls restes de Liopleurodon dans sa collection furent des dents. Cependant, depuis lors, Alfred Leeds, ainsi que son frère Charles Edward Leeds, ont collecté de nombreux autres spécimens de Liopleurodon, incluant des crânes et une grande partie du squelette postcrânien. Charles William Andrews décrit l'anatomie des spécimens de reptiles marins de la collection Leeds acquise par le musée d'histoire naturelle de Londres en deux volumes, le premier étant publié en 1910 et le second en 1913. Il décrit les spécimens de Liopleurodon dans le deuxième volume, bien qu'ils sont considérés qu'ils appartiennent à Pliosaurus:V,:21-25.
Hermann Linder décrit également des spécimens de L. ferox en 1913. L'un d'eux est un squelette partiel mal conservé extrait d'Oxford Clay de Fletton (en), en Angleterre, hébergé à l'Institut für Geowissenschaften de l'université de Tübingen. Le squelette est monté et les régions manquantes sont restaurées avec du matériel provenant d'autres spécimens de Liopleurodon. Comme Andrews, Linder considère également L. ferox comme une espèce de Pliosaurus. De plus, Linder décrit certains crânes de Fletton conservés à la fois à l'université de Tübingen et au musée national d'histoire naturelle de Stuttgart comme des spécimens de Pliosaurus grandis. Linder attribue également une palette natatoire presque complète à une espèce non décrite de Pliosaurus. Tous ces spécimens ont depuis été attribués à Liopleurodon avec plus ou moins de certitude, bien que le crâne que Linder attribua à Pliosaurus grandis, hébergé à Stuttgart, fut détruit durant la Seconde Guerre mondiale:28, 63, 114. En 1934, Friedrich von Huene décrit un squelette partiel provenant de Souabe, en Allemagne. Tout comme Linder, l'auteur utilise également la combinaison Pliosaurus ferox au lieu de L. ferox. En 1938, Alexandre Bigot utilise également le nom de Pliosaurus ferox, attribuant à cette espèce des dents connues du Calvados.
En 1960, Tarlo révise la taxonomie des pliosauridés datant du Jurassique supérieur. Il considère Liopleurodon comme distinct de Pliosaurus, notant des différences majeures entre les mandibules des deux genres. En plus de l'espèce type L. ferox, Tarlo classe également Pliosaurus pachydeirus comme une espèce valide au sein du genre Liopleurodon, étant renommée L. pachydeirus, notant que les deux espèces ont des différences dans leurs dentitions et leurs vertèbres cervicales. L. grossouvrei n'est pas considéré comme valide, bien qu'il soit provisoirement retenu pour nommer des dents découvertes dans la formation de Kellaways. En 1971, Tarlo publie un autre article sur les pliosauridés du Jurassique, cette fois en se concentrant sur Pliosaurus rossicus, une espèce qu'il ne pouvait auparavant pas considérer comme valide, en raison de manque d'informations. Après avoir examiné son anatomie, il le considère comme valide, bien qu'il l'attribue à Liopleurodon sur la base de sa courte symphyse mandibulaire (là où les deux moitiés de la mâchoire inférieure se connectent). Tarlo considère également Pliosaurus macromerus, qu'il voyait auparavant comme appartenant à son propre genre du nom de Stretosaurus, comme représentant à la place une espèce de Liopleurodon, malgré son omoplate de forme irrégulière, bien qu'il ait été découvert plus tard qu'il s'agissait en fait d'un ilion. En 1992, David Martill décrit un spécimen fragmentaire sous le nom de cf. Liopleurodon sp., appartenant à un individu juvénile. Ce spécimen, catalogué PETCM (en) R.296, préserve au moins 7 gastrolithes au niveau de l'estomac ainsi que des tissus mous, bien que les traits spécifiques de ce dernier ne peuvent pas être déterminées en raison de sa mauvaise conservation. L'année suivante, Nathalie Bardet et ses collègues attribuent deux dents à L. ferox, ayant été découvert à Villers-sur-Mer, en Normandie.
Dans une thèse de 2001, Leslie F. Noè soutient que L. pachydeirus n'est pas diagnostique et que L. ferox serait la seule espèce valide de Liopleurodon. Les dents du squelette monté à Tübingen, que Tarlo avait attribuées à L. pachydeirus, présentent des caractéristiques distinctives de L. ferox, indiquant que les vertèbres cervicales ne sont pas utiles pour différencier les espèces, comme l'a soutenu David S. Brown en 1981. Alors que Tarlo considère les différences de morphologie dentaire comme un diagnostic, Noè considère plutôt qu'il s'agit d'une variation individuelle. Noè retire également L. macromerus et L. rossicus du genre, citant des différences dans la forme des dents et la longueur de la symphyse mandibulaire. La première espèce est provisoirement replacée chez Pliosaurus, tandis que la seconde peut selon Noè représenter un nouveau genre:26, 172–175.

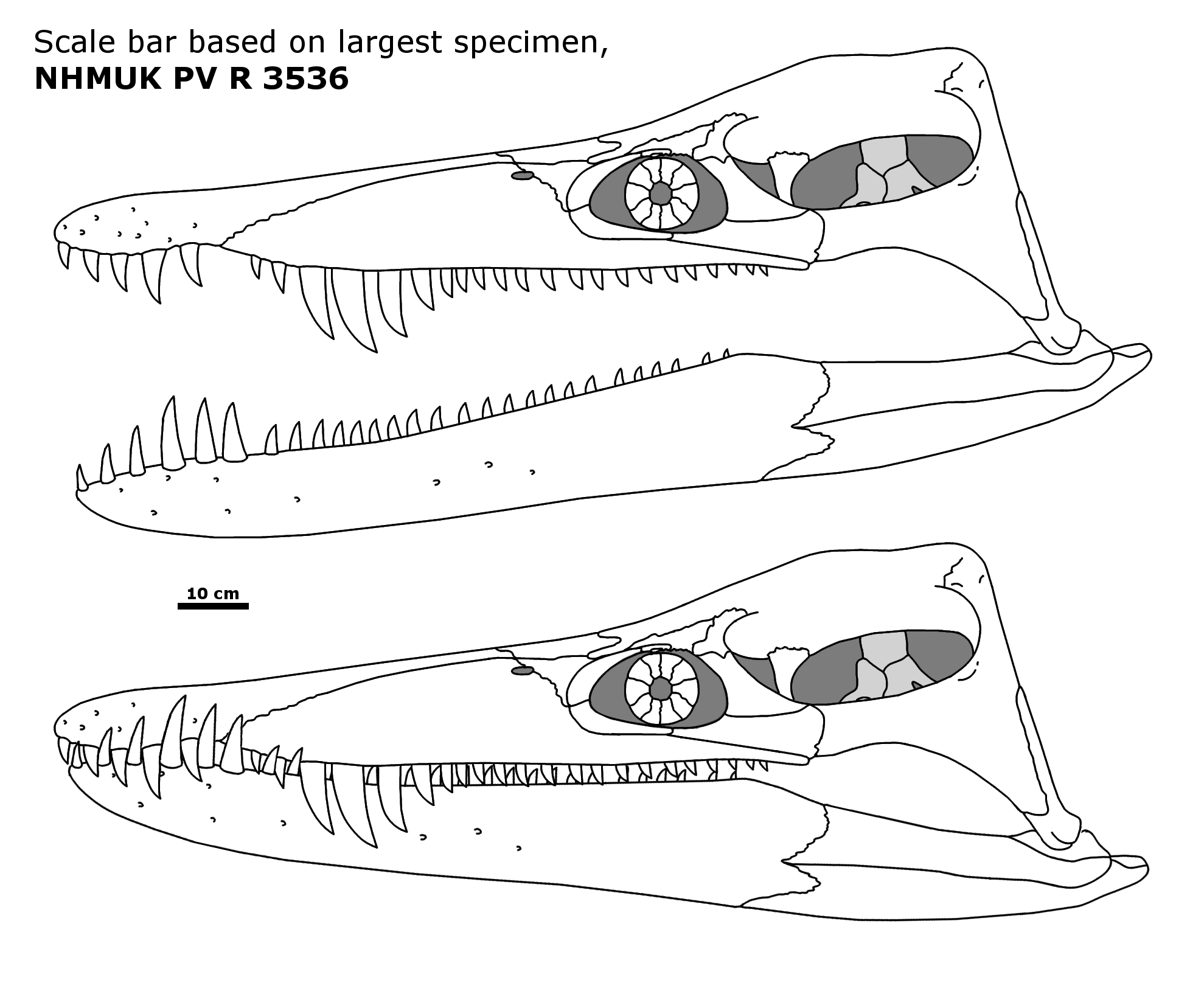
Diagramme reconstituant le crâne de L. ferox. Comme indiqué ci-dessus, le diagramme est basé d'après le spécimen NHMUK PV R3536, qui peut incarner un futur néotype pour le taxon.

Comme cité précédemment, les fossiles attribués à Liopleurodon sont principalement connus d'Angleterre et de France. Des spécimens fossiles contemporains se référant à Liopleurodon, datant du Callovien jusqu'au Kimméridgien, sont aussi connus d'Allemagne,,. En 2013, Roger Benson et ses collègues classent à la fois L. macromerus et L. rossicus comme appartenant à Pliosaurus et considèrent également que la période où à vécu Liopleurodon fut limitée au Jurassique moyen. En 2015, Jair Israel Barrientos-Lara et ses collègues décrivent deux fossiles de pliosauridés trouvés près de la ville de Tlaxiaco, à Oaxaca, au Mexique. Ces fossiles furent extraits des gisements datant du Kimméridgien de la formation de Sabinal (en), et l'un d'eux, consistant en une extrémité avant et partielle d'un museau, est attribuable à Liopleurodon, bien que les chercheurs considèrent les restes comme trop fragmentaires pour fournir une identification au niveau spécifique. L. grossouvrei, mis en synonymie avec "Pliosaurus" andrewsi par la plupart des auteurs, est considéré comme appartenant potentiellement à un genre distinct selon Davide Foffa et ses collègues en 2018, compte tenu de ses différences avec "P." andrewsi et L. ferox. Madzia et ses collègues notent en 2022 que le fait que Liopleurodon fut nommé sur la base d'une dent unique au caractère distinctif douteux est problématique, et qu'un néotype plus complet pourrait devoir être désigné pour préserver la validité de L. ferox. Ils déclarent également qu'une étude plus approfondie du taxon est nécessaire afin de confirmer si les différences supposées entre L. ferox et L. pachydeirus sont bien dues à des variations individuelles. En 2024, Peggy Vincent et ses collègues décrivent un squelette postcrânien partiel découvert en 1979 dans une carrière depuis abandonnée de la commune française de Saint-Laon. Comme la dent holotype, ce squelette, officieusement désigné sous le nom de « spécimen du Thouarsais », provient aussi des archives sédimentaires datant du Callovien. Mesurant environ 3,2 m de long tel que préservé, le fossile fait partie des squelettes postcrâniens de Liopleurodon les plus complets connus ainsi que du spécimen le plus complet à avoir été découvert en France.

## Description

### Description simplifiée
Les plésiosaures peuvent généralement être décrits comme étant du morphotype « plésiosauromorphe », à petite tête et à long cou, ou du morphotype « pliosauromorphe », à grosse tête et à cou court, Liopleurodon appartenant à cette dernière catégorie. Comme tous les plésiosaures cependant, il possède une queue courte, un tronc massif et deux paires de grandes palettes natatoires:3.

### Mensurations

Taille d'un L. ferox comparée à un humain.

Dans sa description originale de 1873, Sauvage note que la dent holotype de L. ferox proviendrait d'un animal qui aurait atteint selon ses dires des « proportions tout à fait gigantesques ». En 1999, l'animal commence à attirer l'attention du grand public lorsqu'il est présenté dans la série documentaire de la BBC Sur la terre des dinosaures, plus précisément dans un épisode qui le dépeint comme un énorme superprédateur atteignant 25 m de long pour un poids de 150 tonnes. Cette représentation est basée d'après une vertèbre découverte près de Peterborough, avec lequel Martill, alors consultant de la série, l'extrapola à une taille aujourd'hui reconnue comme très exagéré mais à l'époque vue comme fiable. Or, les descriptions ultérieures démentent cela catégoriquement, incluant un dirigée par Martill lui-même, les restes de très grands pliosaures étant souvent fragmentaires et n'étant vraisemblablement pas aussi imposant que les plus gros cétacés,. De plus, des doutes furent émis par quelques auteurs quant à la réelle nature de la vertèbre utilisé par Martill:434, une étude publiée en 2019 le réidentifiant finalement comme provenant en fait d'un dinosaure sauropode,:37.
Tarlo suggère que la longueur totale du corps des pliosaures peut être estimée à partir de la longueur de leur crâne qui, selon lui, serait généralement fixée à un septième de l'ancienne mesure. Des spécimens supplémentaires attribués à Kronosaurus et un squelette de L. ferox, catalogué GPIT 1754/2, montrent que leurs crânes représentent en fait environ un cinquième de la longueur totale de leur corps. Un autre spécimen, CAMSM J.27424, a une longueur totale estimée de 6,39 m. La masse corporelle est estimée entre 1 et 1,7 t pour les individus mesurant entre 4,8 et 7 m respectivement:415. En 2024, Ruizhe Jackevan Zhao estime que le plus grand spécimen connu de Liopleurodon, NHMUK PV R3536, aurait atteint une longueur d'environ 8 m pour une masse corporelle de 7,8 tonnes:39.
Certains chercheurs proposent néanmoins des estimations plus grandes pour l'animal, supérieures à 10 m. Tarlo applique le rapport susmentionné d'un septième entre la longueur du crâne et la longueur du corps, estimant que le plus grand spécimen connu de L. ferox mesurerait un peu plus de 10 m, tandis qu'une plage de taille plus typique serait de 5 à 7 m. Dans un ouvrage publiée en 2023, Bardet et ses collègues suggèrent que certains individus de Liopleurodon auraient pu atteindre une taille dépassant les 10 m.

## Classification

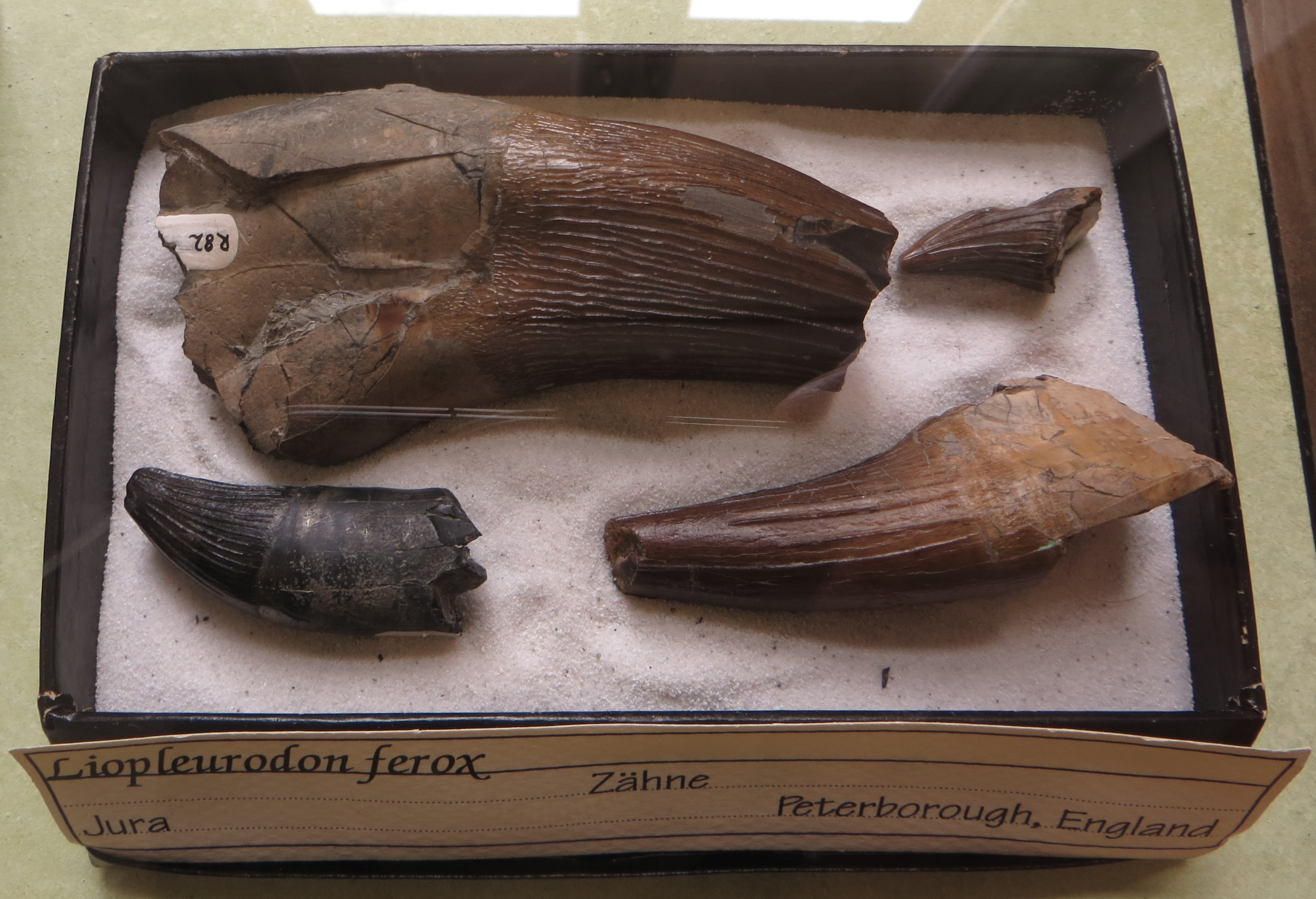
Dents attribuées à L. ferox.

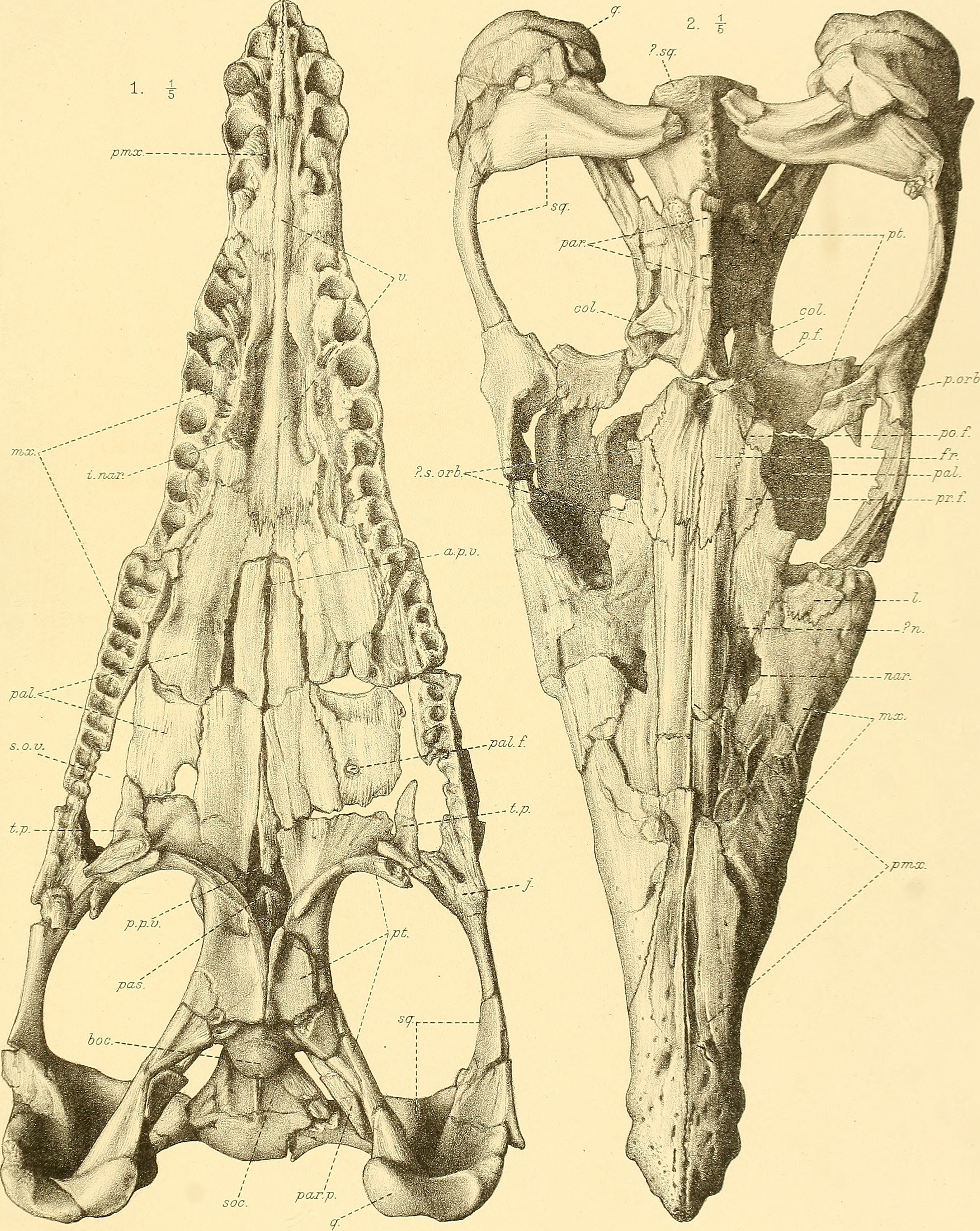
Lithographie datant de 1910 du crâne de L. ferox.

Liopleurodon appartient au clade des Thalassophonea, un clade rassemblant les pliosauridés aux cous courts ayant existé du Jurassique moyen au début du Crétacé supérieur et dont les fossiles ont été trouvés dans le monde entier. Liopleurodon est l'un des taxons basaux du Jurassique moyen. Les différences entre ces taxons et leurs parents du Jurassique supérieur incluent le nombre d'alvéoles, un crâne plus petit et une taille corporelle plus petite.
Ci-dessous, le cladogramme simplifié du clade Thalassophonea basée d'après Ketchum & Benson (2022) :
|  | Liopleurodon                                                   |
|  |                                                                |
|  | \| \| Pliosaurus \| \| \| \| \| \| Brachaucheninae \| \| \| \| |
|  |                                                                |
|  | Pliosaurus                                                     |
|  |                                                                |
|  | Brachaucheninae                                                |
|  |                                                                |

|  | Pliosaurus      |
|  |                 |
|  | Brachaucheninae |
|  |                 |

|  | Liopleurodon                                                   |
|  |                                                                |
|  | \| \| Pliosaurus \| \| \| \| \| \| Brachaucheninae \| \| \| \| |
|  |                                                                |
|  | Pliosaurus                                                     |
|  |                                                                |
|  | Brachaucheninae                                                |
|  |                                                                |

|  | Pliosaurus      |
|  |                 |
|  | Brachaucheninae |
|  |                 |

|  | Liopleurodon                                                   |
|  |                                                                |
|  | \| \| Pliosaurus \| \| \| \| \| \| Brachaucheninae \| \| \| \| |
|  |                                                                |
|  | Pliosaurus                                                     |
|  |                                                                |
|  | Brachaucheninae                                                |
|  |                                                                |

|  | Pliosaurus      |
|  |                 |
|  | Brachaucheninae |
|  |                 |

|  | Liopleurodon                                                   |
|  |                                                                |
|  | \| \| Pliosaurus \| \| \| \| \| \| Brachaucheninae \| \| \| \| |
|  |                                                                |
|  | Pliosaurus                                                     |
|  |                                                                |
|  | Brachaucheninae                                                |
|  |                                                                |

|  | Pliosaurus      |
|  |                 |
|  | Brachaucheninae |
|  |                 |

|  | Liopleurodon                                                   |
|  |                                                                |
|  | \| \| Pliosaurus \| \| \| \| \| \| Brachaucheninae \| \| \| \| |
|  |                                                                |
|  | Pliosaurus                                                     |
|  |                                                                |
|  | Brachaucheninae                                                |
|  |                                                                |

|  | Pliosaurus      |
|  |                 |
|  | Brachaucheninae |
|  |                 |

|  | Liopleurodon                                                   |
|  |                                                                |
|  | \| \| Pliosaurus \| \| \| \| \| \| Brachaucheninae \| \| \| \| |
|  |                                                                |
|  | Pliosaurus                                                     |
|  |                                                                |
|  | Brachaucheninae                                                |
|  |                                                                |

|  | Pliosaurus      |
|  |                 |
|  | Brachaucheninae |
|  |                 |

|  | Liopleurodon                                                   |
|  |                                                                |
|  | \| \| Pliosaurus \| \| \| \| \| \| Brachaucheninae \| \| \| \| |
|  |                                                                |
|  | Pliosaurus                                                     |
|  |                                                                |
|  | Brachaucheninae                                                |
|  |                                                                |

|  | Pliosaurus      |
|  |                 |
|  | Brachaucheninae |
|  |                 |

|  | Liopleurodon                                                   |
|  |                                                                |
|  | \| \| Pliosaurus \| \| \| \| \| \| Brachaucheninae \| \| \| \| |
|  |                                                                |
|  | Pliosaurus                                                     |
|  |                                                                |
|  | Brachaucheninae                                                |
|  |                                                                |

|  | Pliosaurus      |
|  |                 |
|  | Brachaucheninae |
|  |                 |

|  | Liopleurodon                                                   |
|  |                                                                |
|  | \| \| Pliosaurus \| \| \| \| \| \| Brachaucheninae \| \| \| \| |
|  |                                                                |
|  | Pliosaurus                                                     |
|  |                                                                |
|  | Brachaucheninae                                                |
|  |                                                                |

|  | Pliosaurus      |
|  |                 |
|  | Brachaucheninae |
|  |                 |

|  | Liopleurodon                                                   |
|  |                                                                |
|  | \| \| Pliosaurus \| \| \| \| \| \| Brachaucheninae \| \| \| \| |
|  |                                                                |
|  | Pliosaurus                                                     |
|  |                                                                |
|  | Brachaucheninae                                                |
|  |                                                                |

|  | Pliosaurus      |
|  |                 |
|  | Brachaucheninae |
|  |                 |

|  | Liopleurodon                                                   |
|  |                                                                |
|  | \| \| Pliosaurus \| \| \| \| \| \| Brachaucheninae \| \| \| \| |
|  |                                                                |
|  | Pliosaurus                                                     |
|  |                                                                |
|  | Brachaucheninae                                                |
|  |                                                                |

|  | Pliosaurus      |
|  |                 |
|  | Brachaucheninae |
|  |                 |

|  | Liopleurodon                                                   |
|  |                                                                |
|  | \| \| Pliosaurus \| \| \| \| \| \| Brachaucheninae \| \| \| \| |
|  |                                                                |
|  | Pliosaurus                                                     |
|  |                                                                |
|  | Brachaucheninae                                                |
|  |                                                                |

|  | Pliosaurus      |
|  |                 |
|  | Brachaucheninae |
|  |                 |

|  | Liopleurodon                                                   |
|  |                                                                |
|  | \| \| Pliosaurus \| \| \| \| \| \| Brachaucheninae \| \| \| \| |
|  |                                                                |
|  | Pliosaurus                                                     |
|  |                                                                |
|  | Brachaucheninae                                                |
|  |                                                                |

|  | Pliosaurus      |
|  |                 |
|  | Brachaucheninae |
|  |                 |

|  | Liopleurodon                                                   |
|  |                                                                |
|  | \| \| Pliosaurus \| \| \| \| \| \| Brachaucheninae \| \| \| \| |
|  |                                                                |
|  | Pliosaurus                                                     |
|  |                                                                |
|  | Brachaucheninae                                                |
|  |                                                                |

|  | Pliosaurus      |
|  |                 |
|  | Brachaucheninae |
|  |                 |

|  | Liopleurodon                                                   |
|  |                                                                |
|  | \| \| Pliosaurus \| \| \| \| \| \| Brachaucheninae \| \| \| \| |
|  |                                                                |
|  | Pliosaurus                                                     |
|  |                                                                |
|  | Brachaucheninae                                                |
|  |                                                                |

|  | Pliosaurus      |
|  |                 |
|  | Brachaucheninae |
|  |                 |

|  | Liopleurodon                                                   |
|  |                                                                |
|  | \| \| Pliosaurus \| \| \| \| \| \| Brachaucheninae \| \| \| \| |
|  |                                                                |
|  | Pliosaurus                                                     |
|  |                                                                |
|  | Brachaucheninae                                                |
|  |                                                                |

|  | Pliosaurus      |
|  |                 |
|  | Brachaucheninae |
|  |                 |

|  | Liopleurodon                                                   |
|  |                                                                |
|  | \| \| Pliosaurus \| \| \| \| \| \| Brachaucheninae \| \| \| \| |
|  |                                                                |
|  | Pliosaurus                                                     |
|  |                                                                |
|  | Brachaucheninae                                                |
|  |                                                                |

|  | Pliosaurus      |
|  |                 |
|  | Brachaucheninae |
|  |                 |

|  | Liopleurodon                                                   |
|  |                                                                |
|  | \| \| Pliosaurus \| \| \| \| \| \| Brachaucheninae \| \| \| \| |
|  |                                                                |
|  | Pliosaurus                                                     |
|  |                                                                |
|  | Brachaucheninae                                                |
|  |                                                                |

|  | Pliosaurus      |
|  |                 |
|  | Brachaucheninae |
|  |                 |

|  | Liopleurodon                                                   |
|  |                                                                |
|  | \| \| Pliosaurus \| \| \| \| \| \| Brachaucheninae \| \| \| \| |
|  |                                                                |
|  | Pliosaurus                                                     |
|  |                                                                |
|  | Brachaucheninae                                                |
|  |                                                                |

|  | Pliosaurus      |
|  |                 |
|  | Brachaucheninae |
|  |                 |

|  | Liopleurodon                                                   |
|  |                                                                |
|  | \| \| Pliosaurus \| \| \| \| \| \| Brachaucheninae \| \| \| \| |
|  |                                                                |
|  | Pliosaurus                                                     |
|  |                                                                |
|  | Brachaucheninae                                                |
|  |                                                                |

|  | Pliosaurus      |
|  |                 |
|  | Brachaucheninae |
|  |                 |

|  | Liopleurodon                                                   |
|  |                                                                |
|  | \| \| Pliosaurus \| \| \| \| \| \| Brachaucheninae \| \| \| \| |
|  |                                                                |
|  | Pliosaurus                                                     |
|  |                                                                |
|  | Brachaucheninae                                                |
|  |                                                                |

|  | Pliosaurus      |
|  |                 |
|  | Brachaucheninae |
|  |                 |

|  | Liopleurodon                                                   |
|  |                                                                |
|  | \| \| Pliosaurus \| \| \| \| \| \| Brachaucheninae \| \| \| \| |
|  |                                                                |
|  | Pliosaurus                                                     |
|  |                                                                |
|  | Brachaucheninae                                                |
|  |                                                                |

|  | Pliosaurus      |
|  |                 |
|  | Brachaucheninae |
|  |                 |

|  | Liopleurodon                                                   |
|  |                                                                |
|  | \| \| Pliosaurus \| \| \| \| \| \| Brachaucheninae \| \| \| \| |
|  |                                                                |
|  | Pliosaurus                                                     |
|  |                                                                |
|  | Brachaucheninae                                                |
|  |                                                                |

|  | Pliosaurus      |
|  |                 |
|  | Brachaucheninae |
|  |                 |

|  | Liopleurodon                                                   |
|  |                                                                |
|  | \| \| Pliosaurus \| \| \| \| \| \| Brachaucheninae \| \| \| \| |
|  |                                                                |
|  | Pliosaurus                                                     |
|  |                                                                |
|  | Brachaucheninae                                                |
|  |                                                                |

|  | Pliosaurus      |
|  |                 |
|  | Brachaucheninae |
|  |                 |

|  | Liopleurodon                                                   |
|  |                                                                |
|  | \| \| Pliosaurus \| \| \| \| \| \| Brachaucheninae \| \| \| \| |
|  |                                                                |
|  | Pliosaurus                                                     |
|  |                                                                |
|  | Brachaucheninae                                                |
|  |                                                                |

|  | Pliosaurus      |
|  |                 |
|  | Brachaucheninae |
|  |                 |

|  | Liopleurodon                                                   |
|  |                                                                |
|  | \| \| Pliosaurus \| \| \| \| \| \| Brachaucheninae \| \| \| \| |
|  |                                                                |
|  | Pliosaurus                                                     |
|  |                                                                |
|  | Brachaucheninae                                                |
|  |                                                                |

|  | Pliosaurus      |
|  |                 |
|  | Brachaucheninae |
|  |                 |

|  | Liopleurodon                                                   |
|  |                                                                |
|  | \| \| Pliosaurus \| \| \| \| \| \| Brachaucheninae \| \| \| \| |
|  |                                                                |
|  | Pliosaurus                                                     |
|  |                                                                |
|  | Brachaucheninae                                                |
|  |                                                                |

|  | Pliosaurus      |
|  |                 |
|  | Brachaucheninae |
|  |                 |

|  | Liopleurodon                                                   |
|  |                                                                |
|  | \| \| Pliosaurus \| \| \| \| \| \| Brachaucheninae \| \| \| \| |
|  |                                                                |
|  | Pliosaurus                                                     |
|  |                                                                |
|  | Brachaucheninae                                                |
|  |                                                                |

|  | Pliosaurus      |
|  |                 |
|  | Brachaucheninae |
|  |                 |

|  | Liopleurodon                                                   |
|  |                                                                |
|  | \| \| Pliosaurus \| \| \| \| \| \| Brachaucheninae \| \| \| \| |
|  |                                                                |
|  | Pliosaurus                                                     |
|  |                                                                |
|  | Brachaucheninae                                                |
|  |                                                                |

|  | Pliosaurus      |
|  |                 |
|  | Brachaucheninae |
|  |                 |

|  | Liopleurodon                                                   |
|  |                                                                |
|  | \| \| Pliosaurus \| \| \| \| \| \| Brachaucheninae \| \| \| \| |
|  |                                                                |
|  | Pliosaurus                                                     |
|  |                                                                |
|  | Brachaucheninae                                                |
|  |                                                                |

|  | Pliosaurus      |
|  |                 |
|  | Brachaucheninae |
|  |                 |

|  | Liopleurodon                                                   |
|  |                                                                |
|  | \| \| Pliosaurus \| \| \| \| \| \| Brachaucheninae \| \| \| \| |
|  |                                                                |
|  | Pliosaurus                                                     |
|  |                                                                |
|  | Brachaucheninae                                                |
|  |                                                                |

|  | Pliosaurus      |
|  |                 |
|  | Brachaucheninae |
|  |                 |

|  | Liopleurodon                                                   |
|  |                                                                |
|  | \| \| Pliosaurus \| \| \| \| \| \| Brachaucheninae \| \| \| \| |
|  |                                                                |
|  | Pliosaurus                                                     |
|  |                                                                |
|  | Brachaucheninae                                                |
|  |                                                                |

|  | Pliosaurus      |
|  |                 |
|  | Brachaucheninae |
|  |                 |

|  | Liopleurodon                                                   |
|  |                                                                |
|  | \| \| Pliosaurus \| \| \| \| \| \| Brachaucheninae \| \| \| \| |
|  |                                                                |
|  | Pliosaurus                                                     |
|  |                                                                |
|  | Brachaucheninae                                                |
|  |                                                                |

|  | Pliosaurus      |
|  |                 |
|  | Brachaucheninae |
|  |                 |

|  | Liopleurodon                                                   |
|  |                                                                |
|  | \| \| Pliosaurus \| \| \| \| \| \| Brachaucheninae \| \| \| \| |
|  |                                                                |
|  | Pliosaurus                                                     |
|  |                                                                |
|  | Brachaucheninae                                                |
|  |                                                                |

|  | Pliosaurus      |
|  |                 |
|  | Brachaucheninae |
|  |                 |

|  | Liopleurodon                                                   |
|  |                                                                |
|  | \| \| Pliosaurus \| \| \| \| \| \| Brachaucheninae \| \| \| \| |
|  |                                                                |
|  | Pliosaurus                                                     |
|  |                                                                |
|  | Brachaucheninae                                                |
|  |                                                                |

|  | Pliosaurus      |
|  |                 |
|  | Brachaucheninae |
|  |                 |

|  | Liopleurodon                                                   |
|  |                                                                |
|  | \| \| Pliosaurus \| \| \| \| \| \| Brachaucheninae \| \| \| \| |
|  |                                                                |
|  | Pliosaurus                                                     |
|  |                                                                |
|  | Brachaucheninae                                                |
|  |                                                                |

|  | Pliosaurus      |
|  |                 |
|  | Brachaucheninae |
|  |                 |

|  | Liopleurodon                                                   |
|  |                                                                |
|  | \| \| Pliosaurus \| \| \| \| \| \| Brachaucheninae \| \| \| \| |
|  |                                                                |
|  | Pliosaurus                                                     |
|  |                                                                |
|  | Brachaucheninae                                                |
|  |                                                                |

|  | Pliosaurus      |
|  |                 |
|  | Brachaucheninae |
|  |                 |

|  | Liopleurodon                                                   |
|  |                                                                |
|  | \| \| Pliosaurus \| \| \| \| \| \| Brachaucheninae \| \| \| \| |
|  |                                                                |
|  | Pliosaurus                                                     |
|  |                                                                |
|  | Brachaucheninae                                                |
|  |                                                                |

|  | Pliosaurus      |
|  |                 |
|  | Brachaucheninae |
|  |                 |

|  | Liopleurodon                                                   |
|  |                                                                |
|  | \| \| Pliosaurus \| \| \| \| \| \| Brachaucheninae \| \| \| \| |
|  |                                                                |
|  | Pliosaurus                                                     |
|  |                                                                |
|  | Brachaucheninae                                                |
|  |                                                                |

|  | Pliosaurus      |
|  |                 |
|  | Brachaucheninae |
|  |                 |

|  | Liopleurodon                                                   |
|  |                                                                |
|  | \| \| Pliosaurus \| \| \| \| \| \| Brachaucheninae \| \| \| \| |
|  |                                                                |
|  | Pliosaurus                                                     |
|  |                                                                |
|  | Brachaucheninae                                                |
|  |                                                                |

|  | Pliosaurus      |
|  |                 |
|  | Brachaucheninae |
|  |                 |

|  | Liopleurodon                                                   |
|  |                                                                |
|  | \| \| Pliosaurus \| \| \| \| \| \| Brachaucheninae \| \| \| \| |
|  |                                                                |
|  | Pliosaurus                                                     |
|  |                                                                |
|  | Brachaucheninae                                                |
|  |                                                                |

|  | Pliosaurus      |
|  |                 |
|  | Brachaucheninae |
|  |                 |

|  | Liopleurodon                                                   |
|  |                                                                |
|  | \| \| Pliosaurus \| \| \| \| \| \| Brachaucheninae \| \| \| \| |
|  |                                                                |
|  | Pliosaurus                                                     |
|  |                                                                |
|  | Brachaucheninae                                                |
|  |                                                                |

|  | Pliosaurus      |
|  |                 |
|  | Brachaucheninae |
|  |                 |

|  | Liopleurodon                                                   |
|  |                                                                |
|  | \| \| Pliosaurus \| \| \| \| \| \| Brachaucheninae \| \| \| \| |
|  |                                                                |
|  | Pliosaurus                                                     |
|  |                                                                |
|  | Brachaucheninae                                                |
|  |                                                                |

|  | Pliosaurus      |
|  |                 |
|  | Brachaucheninae |
|  |                 |

|  | Liopleurodon                                                   |
|  |                                                                |
|  | \| \| Pliosaurus \| \| \| \| \| \| Brachaucheninae \| \| \| \| |
|  |                                                                |
|  | Pliosaurus                                                     |
|  |                                                                |
|  | Brachaucheninae                                                |
|  |                                                                |

|  | Pliosaurus      |
|  |                 |
|  | Brachaucheninae |
|  |                 |

|  | Liopleurodon                                                   |
|  |                                                                |
|  | \| \| Pliosaurus \| \| \| \| \| \| Brachaucheninae \| \| \| \| |
|  |                                                                |
|  | Pliosaurus                                                     |
|  |                                                                |
|  | Brachaucheninae                                                |
|  |                                                                |

|  | Pliosaurus      |
|  |                 |
|  | Brachaucheninae |
|  |                 |

|  | Liopleurodon                                                   |
|  |                                                                |
|  | \| \| Pliosaurus \| \| \| \| \| \| Brachaucheninae \| \| \| \| |
|  |                                                                |
|  | Pliosaurus                                                     |
|  |                                                                |
|  | Brachaucheninae                                                |
|  |                                                                |

|  | Pliosaurus      |
|  |                 |
|  | Brachaucheninae |
|  |                 |

|  | Liopleurodon                                                   |
|  |                                                                |
|  | \| \| Pliosaurus \| \| \| \| \| \| Brachaucheninae \| \| \| \| |
|  |                                                                |
|  | Pliosaurus                                                     |
|  |                                                                |
|  | Brachaucheninae                                                |
|  |                                                                |

|  | Pliosaurus      |
|  |                 |
|  | Brachaucheninae |
|  |                 |

|  | Liopleurodon                                                   |
|  |                                                                |
|  | \| \| Pliosaurus \| \| \| \| \| \| Brachaucheninae \| \| \| \| |
|  |                                                                |
|  | Pliosaurus                                                     |
|  |                                                                |
|  | Brachaucheninae                                                |
|  |                                                                |

|  | Pliosaurus      |
|  |                 |
|  | Brachaucheninae |
|  |                 |

|  | Liopleurodon                                                   |
|  |                                                                |
|  | \| \| Pliosaurus \| \| \| \| \| \| Brachaucheninae \| \| \| \| |
|  |                                                                |
|  | Pliosaurus                                                     |
|  |                                                                |
|  | Brachaucheninae                                                |
|  |                                                                |

|  | Pliosaurus      |
|  |                 |
|  | Brachaucheninae |
|  |                 |

|  | Liopleurodon                                                   |
|  |                                                                |
|  | \| \| Pliosaurus \| \| \| \| \| \| Brachaucheninae \| \| \| \| |
|  |                                                                |
|  | Pliosaurus                                                     |
|  |                                                                |
|  | Brachaucheninae                                                |
|  |                                                                |

|  | Pliosaurus      |
|  |                 |
|  | Brachaucheninae |
|  |                 |

|  | Liopleurodon                                                   |
|  |                                                                |
|  | \| \| Pliosaurus \| \| \| \| \| \| Brachaucheninae \| \| \| \| |
|  |                                                                |
|  | Pliosaurus                                                     |
|  |                                                                |
|  | Brachaucheninae                                                |
|  |                                                                |

|  | Pliosaurus      |
|  |                 |
|  | Brachaucheninae |
|  |                 |

|  | Liopleurodon                                                   |
|  |                                                                |
|  | \| \| Pliosaurus \| \| \| \| \| \| Brachaucheninae \| \| \| \| |
|  |                                                                |
|  | Pliosaurus                                                     |
|  |                                                                |
|  | Brachaucheninae                                                |
|  |                                                                |

|  | Pliosaurus      |
|  |                 |
|  | Brachaucheninae |
|  |                 |

|  | Liopleurodon                                                   |
|  |                                                                |
|  | \| \| Pliosaurus \| \| \| \| \| \| Brachaucheninae \| \| \| \| |
|  |                                                                |
|  | Pliosaurus                                                     |
|  |                                                                |
|  | Brachaucheninae                                                |
|  |                                                                |

|  | Pliosaurus      |
|  |                 |
|  | Brachaucheninae |
|  |                 |

|  | Liopleurodon                                                   |
|  |                                                                |
|  | \| \| Pliosaurus \| \| \| \| \| \| Brachaucheninae \| \| \| \| |
|  |                                                                |
|  | Pliosaurus                                                     |
|  |                                                                |
|  | Brachaucheninae                                                |
|  |                                                                |

|  | Pliosaurus      |
|  |                 |
|  | Brachaucheninae |
|  |                 |

|  | Liopleurodon                                                   |
|  |                                                                |
|  | \| \| Pliosaurus \| \| \| \| \| \| Brachaucheninae \| \| \| \| |
|  |                                                                |
|  | Pliosaurus                                                     |
|  |                                                                |
|  | Brachaucheninae                                                |
|  |                                                                |

|  | Pliosaurus      |
|  |                 |
|  | Brachaucheninae |
|  |                 |

|  | Liopleurodon                                                   |
|  |                                                                |
|  | \| \| Pliosaurus \| \| \| \| \| \| Brachaucheninae \| \| \| \| |
|  |                                                                |
|  | Pliosaurus                                                     |
|  |                                                                |
|  | Brachaucheninae                                                |
|  |                                                                |

|  | Pliosaurus      |
|  |                 |
|  | Brachaucheninae |
|  |                 |

|  | Liopleurodon                                                   |
|  |                                                                |
|  | \| \| Pliosaurus \| \| \| \| \| \| Brachaucheninae \| \| \| \| |
|  |                                                                |
|  | Pliosaurus                                                     |
|  |                                                                |
|  | Brachaucheninae                                                |
|  |                                                                |

|  | Pliosaurus      |
|  |                 |
|  | Brachaucheninae |
|  |                 |

|  | Liopleurodon                                                   |
|  |                                                                |
|  | \| \| Pliosaurus \| \| \| \| \| \| Brachaucheninae \| \| \| \| |
|  |                                                                |
|  | Pliosaurus                                                     |
|  |                                                                |
|  | Brachaucheninae                                                |
|  |                                                                |

|  | Pliosaurus      |
|  |                 |
|  | Brachaucheninae |
|  |                 |

|  | Liopleurodon                                                   |
|  |                                                                |
|  | \| \| Pliosaurus \| \| \| \| \| \| Brachaucheninae \| \| \| \| |
|  |                                                                |
|  | Pliosaurus                                                     |
|  |                                                                |
|  | Brachaucheninae                                                |
|  |                                                                |

|  | Pliosaurus      |
|  |                 |
|  | Brachaucheninae |
|  |                 |

|  | Liopleurodon                                                   |
|  |                                                                |
|  | \| \| Pliosaurus \| \| \| \| \| \| Brachaucheninae \| \| \| \| |
|  |                                                                |
|  | Pliosaurus                                                     |
|  |                                                                |
|  | Brachaucheninae                                                |
|  |                                                                |

|  | Pliosaurus      |
|  |                 |
|  | Brachaucheninae |
|  |                 |

|  | Liopleurodon                                                   |
|  |                                                                |
|  | \| \| Pliosaurus \| \| \| \| \| \| Brachaucheninae \| \| \| \| |
|  |                                                                |
|  | Pliosaurus                                                     |
|  |                                                                |
|  | Brachaucheninae                                                |
|  |                                                                |

|  | Pliosaurus      |
|  |                 |
|  | Brachaucheninae |
|  |                 |

|  | Liopleurodon                                                   |
|  |                                                                |
|  | \| \| Pliosaurus \| \| \| \| \| \| Brachaucheninae \| \| \| \| |
|  |                                                                |
|  | Pliosaurus                                                     |
|  |                                                                |
|  | Brachaucheninae                                                |
|  |                                                                |

|  | Pliosaurus      |
|  |                 |
|  | Brachaucheninae |
|  |                 |

|  | Liopleurodon                                                   |
|  |                                                                |
|  | \| \| Pliosaurus \| \| \| \| \| \| Brachaucheninae \| \| \| \| |
|  |                                                                |
|  | Pliosaurus                                                     |
|  |                                                                |
|  | Brachaucheninae                                                |
|  |                                                                |

|  | Pliosaurus      |
|  |                 |
|  | Brachaucheninae |
|  |                 |

|  | Liopleurodon                                                   |
|  |                                                                |
|  | \| \| Pliosaurus \| \| \| \| \| \| Brachaucheninae \| \| \| \| |
|  |                                                                |
|  | Pliosaurus                                                     |
|  |                                                                |
|  | Brachaucheninae                                                |
|  |                                                                |

|  | Pliosaurus      |
|  |                 |
|  | Brachaucheninae |
|  |                 |

## Paléobiologie

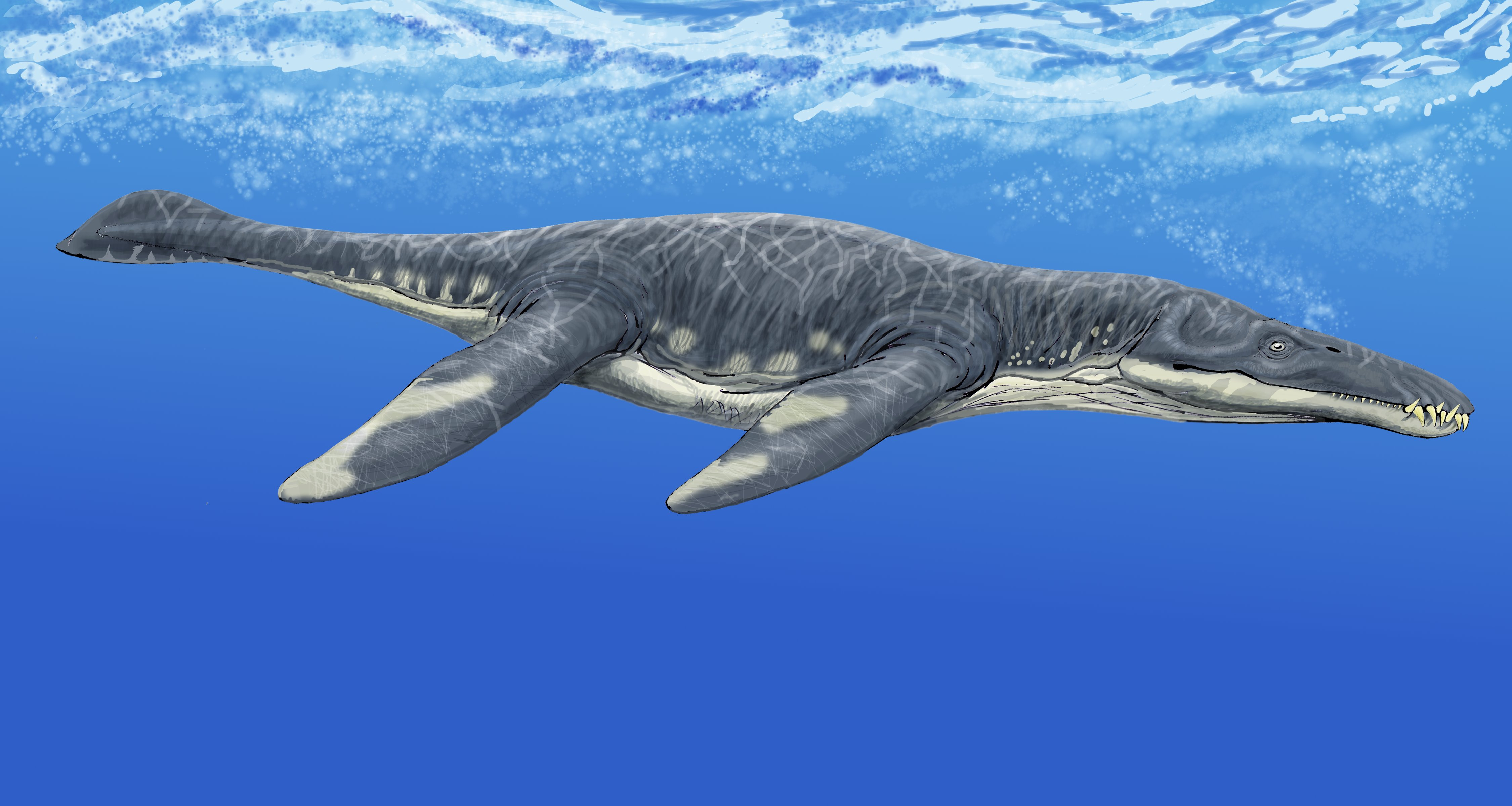
Reconstitution par Dimitri Bogdanov d'un L. ferox à la nage.

Les quatre membres solides en forme de pagaie suggèrent que Liopleurodon était un puissant nageur. Son mode de propulsion à quatre palettes natatoires est caractéristique de tous les plésiosaures. Une étude impliquant un robot nageur démontre que bien que cette forme de propulsion ne soit pas particulièrement efficace, elle fournit une très bonne accélération, un trait souhaitable chez un prédateur en embuscade,. Des études menées sur le crâne montrent qu'il pouvait probablement balayer l'eau avec ses narines pour déterminer la source de certaines odeurs.
Le spécimen PETCM R.296, contient de nombreux crochets de céphalopodes teuthoïdes, des arêtes de poisson et d'une dent unique vraisemblablement reptilienne dans son estomac. Bien que ses préférences alimentaires exactes ne puissent être déterminées, Martill propose trois suggestions. Une possibilité est que Liopleurodon aurait pu se nourrir de réserves alimentaires abondantes (c'est-à-dire des calmars), mais étant donné que les plésiosaures et les ichthyosaures étaient également abondants et que la vitesse de nage des plésiosaures est probablement très lente par rapport aux calmars, cette interprétation peut être peu probable à moins que Liopleurodon ait été un prédateur à l'affût. Une autre possibilité est que Liopleurodon aurait pu se nourrir de manière opportuniste, les crochets de céphalopodes étant représentatifs des résidus résistants aux acides de son régime alimentaire varié - des composants squelettiques de divers vertébrés perdus dans l'environnement acide de l'intestin. Cependant, étant donné que les coupes minces de l'intestin ne révèlent pas la présence d'otolithes (structure de carbonate de calcium des vertébrés située dans le labyrinthe vestibulaire) qui sont connus pour être présents dans l'intestin des cétacés, les poissons n'ont peut-être pas joué un rôle important dans son régime alimentaire. L'autre possibilité est que le pliosaure se nourrissait de gros céphalopodes, les crochets représentant les résidus du contenu de l'estomac de la proie du pliosaure, mais il n'y a aucune preuve solide quant à cette affirmation. Il est également à noter que ce spécimen conserve au moins 7 gastrolithes, qui n'ont probablement pas été utilisés pour le broyage, compte tenu de l'état de conservation des crochets. Il est possible soit que le pliosaure ait accidentellement avalé les pierres et qu'elles soient restées dans son intestin, soit que les pierres représentent le « résidu résistant aux acides du grès cimenté au carbonate ».